# Glace au chocolat
La glace au chocolat, ou crème glacée au chocolat, est une crème glacée à la saveur chocolatée. Cette crème glacée, comme les autres, est généralement mangée dans un bol, une coupe ou un cornet à glace. Les ingrédients de la glace au chocolat sont généralement du cacao en poudre, des œufs, de la crème, de la vanille et du sucre. La glace au chocolat se retrouve dans différentes préparations comme la tranche napolitaine ou le banana split.

## Histoire
L'origine généralement admise de la glace au chocolat provient des recettes de chocolat glacé publiées à Naples, en Italie, en 1693 dans Lo Scalco alla Moderna d'Antonio Latini. Toutefois, en 1692, le français François Massialot propose une recette d'« eau de chocolat » glacée faite de lait, sucre et chocolat râpé.
Le chocolat est l'un des premiers parfums de crème glacée, créé avant la vanille, car des boissons courantes comme le chocolat chaud, le café et le thé sont les premiers aliments à être transformés en desserts glacés. Le chocolat chaud était devenu une boisson populaire dans l'Europe du XVIIe siècle, aux côtés du café et du thé, et ces trois boissons étaient utilisées pour fabriquer des desserts glacés et non glacés. En 1775, le médecin italien Filippo Baldini a écrit un traité intitulé De sorbetti, dans lequel il recommandait la glace au chocolat comme remède à diverses affections médicales, notamment la goutte et le scorbut.
La glace au chocolat est devenue populaire aux États-Unis à la fin du XIXe siècle. La première publicité pour la crème glacée en Amérique est apparue le 12 mai 1777 à New York, lorsque Philip Lenzi a annoncé que la crème glacée était officiellement disponible « presque tous les jours ». Jusqu'en 1800, la crème glacée était un dessert rare et exotique apprécié principalement par l'élite. Vers 1800, les glacières isolées ont été inventées et la fabrication de la crème glacée est rapidement devenue une industrie en Amérique,.
La saveur au chocolat est populaire, étant par exemple la deuxième saveur la plus commune de crème glacée aux États-Unis en 2012, et 2013, après la vanille.

## Production
La glace au chocolat est généralement fabriquée en mélangeant de la poudre de cacao avec les œufs, la crème, la vanille et le sucre utilisés pour fabriquer la crème glacée à la vanille. Parfois, la liqueur de chocolat est utilisée en plus de la poudre de cacao, ou exclusivement, pour créer le goût du chocolat. La poudre de cacao donne à la glace au chocolat sa couleur brune, et il est rare d'ajouter d'autres colorants,.
Le Codex Alimentarius, qui fournit un ensemble de normes internationales pour les aliments, stipule que l'arôme de la glace au chocolat doit provenir de solides de cacao non gras qui doivent représenter au moins 2,0 à 2,5 % du poids du mélange. Le Code of Federal Regulations des États-Unis « permet de réduire la teneur en matières grasses du lait et en solides du lait totaux d'un facteur de 2,5 fois le poids des solides du cacao », afin de tenir compte de l'utilisation d'édulcorants supplémentaires.
La teneur minimale en matières grasses des glaces au chocolat au Canada et aux États-Unis est de 8 %, quelle que soit la quantité d'édulcorant au chocolat dans la recette.

## Disponibilité
La glace au chocolat est vendue dans les restaurants, les cafés, les dîners, les supermarchés, les épiceries et les dépanneurs. Les glaciers sont spécialisés dans la vente de glaces. Le chocolat est l'un des cinq parfums de crème glacée les plus populaires aux États-Unis et, depuis 2013, il est le deuxième après la vanille,.